# 프랑수아에두아르 피코
프랑수아에두아르 피코(프랑스어: François-Édouard Picot, 1786년 10월 10일~1868년 3월 15일)는 7월 군주제 시대의 프랑스 화가로 주로 신화, 종교, 역사 등의 주제를 그렸다.

## 생애

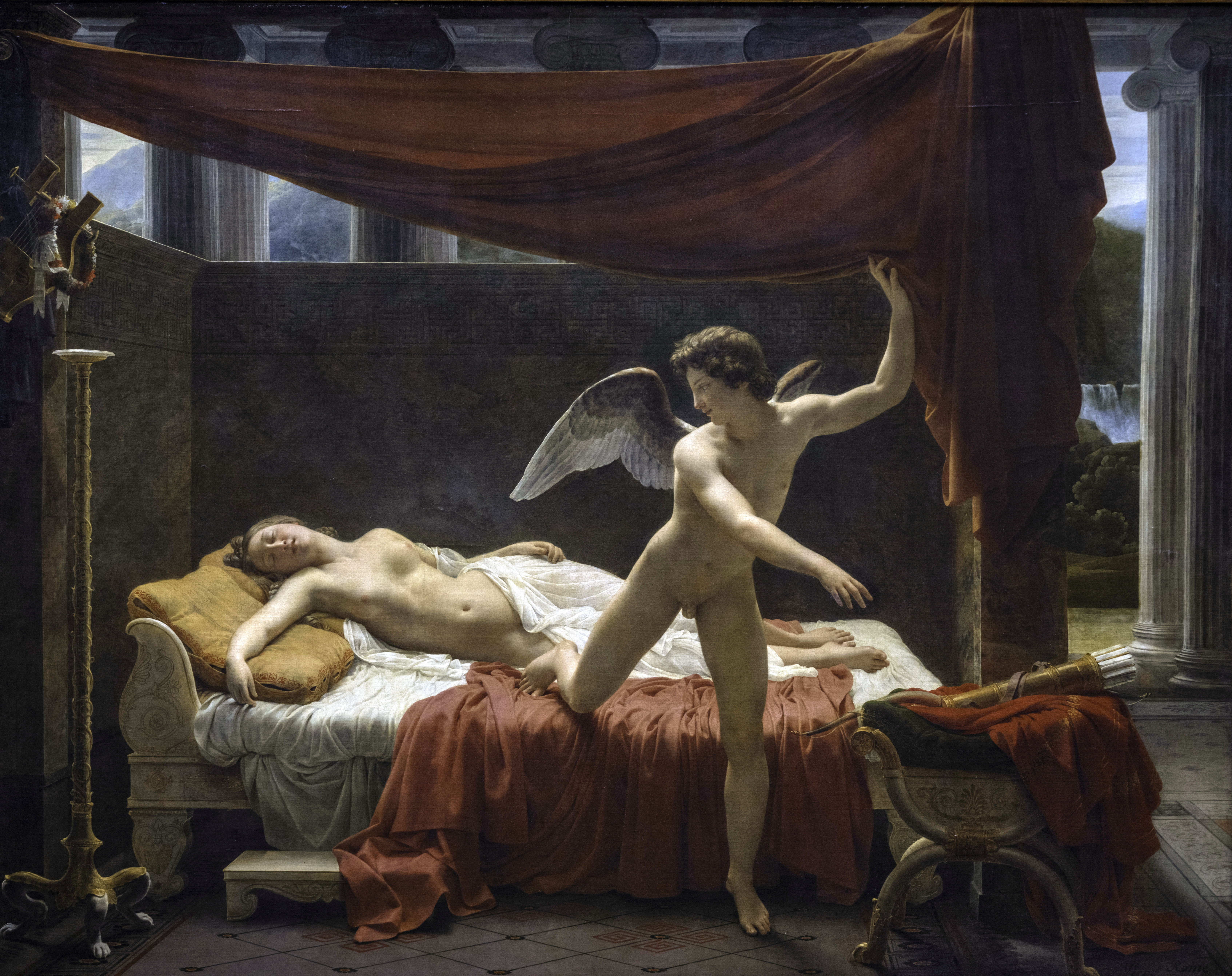
《사랑의 신과 프시케》(L'Amour et Psyché), 1817년, 루브르 박물관 소장

파리에서 태어난 피코는 1813년 로마상 회화 장학금을 수상했고 1819년 신고전주의 작품 《사랑의 신과 프시케》(L'Amour et Psyché)로 살롱에서 성공을 거두었다.
그는 노트르담 드 로레트 교회에 《성모 마리아의 대관식》을 그렸으며 전장 회랑(Galerie des Batailles)에서 많은 작품 의뢰를 받았다. 그는 1819년부터 1839년까지 파리 살롱에 작품을 출품했다. 1836년 파리 아카데미에 선출된 피코는 1832년 레지옹 도뇌르 훈장을 받았다.
피코는 프랑수아앙드레 뱅상, 자크루이 다비드와 함께 공부했다.

## 작품

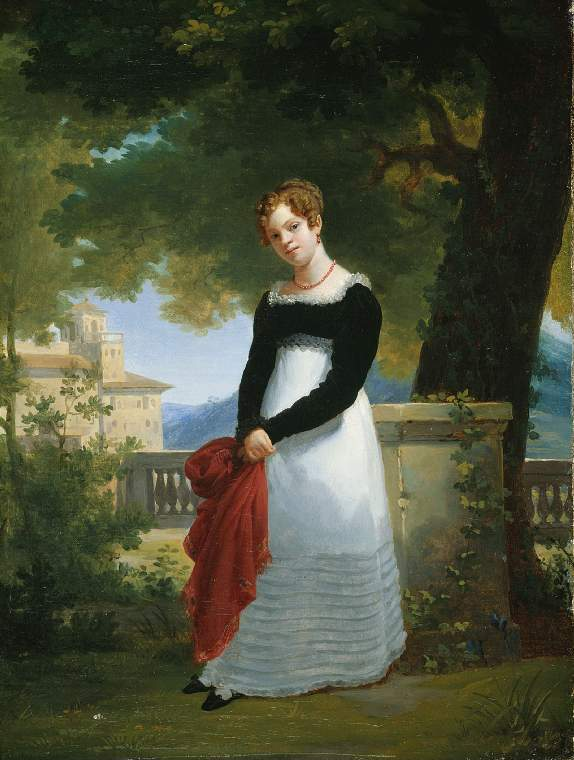
《Adélaïde-Sophie Cléret의 초상화》, 1817년경
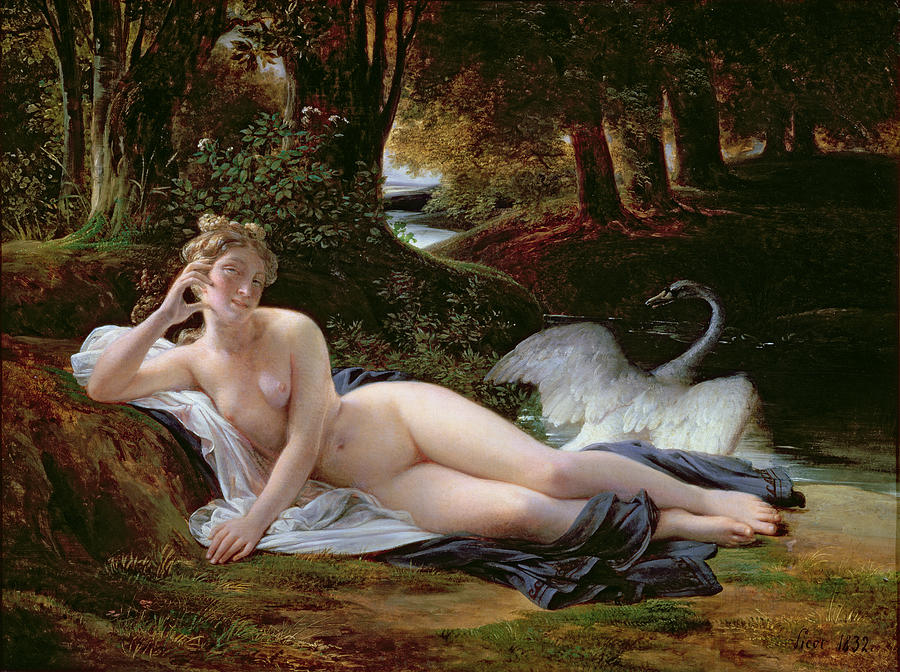
《레다와 백조》, 1832년
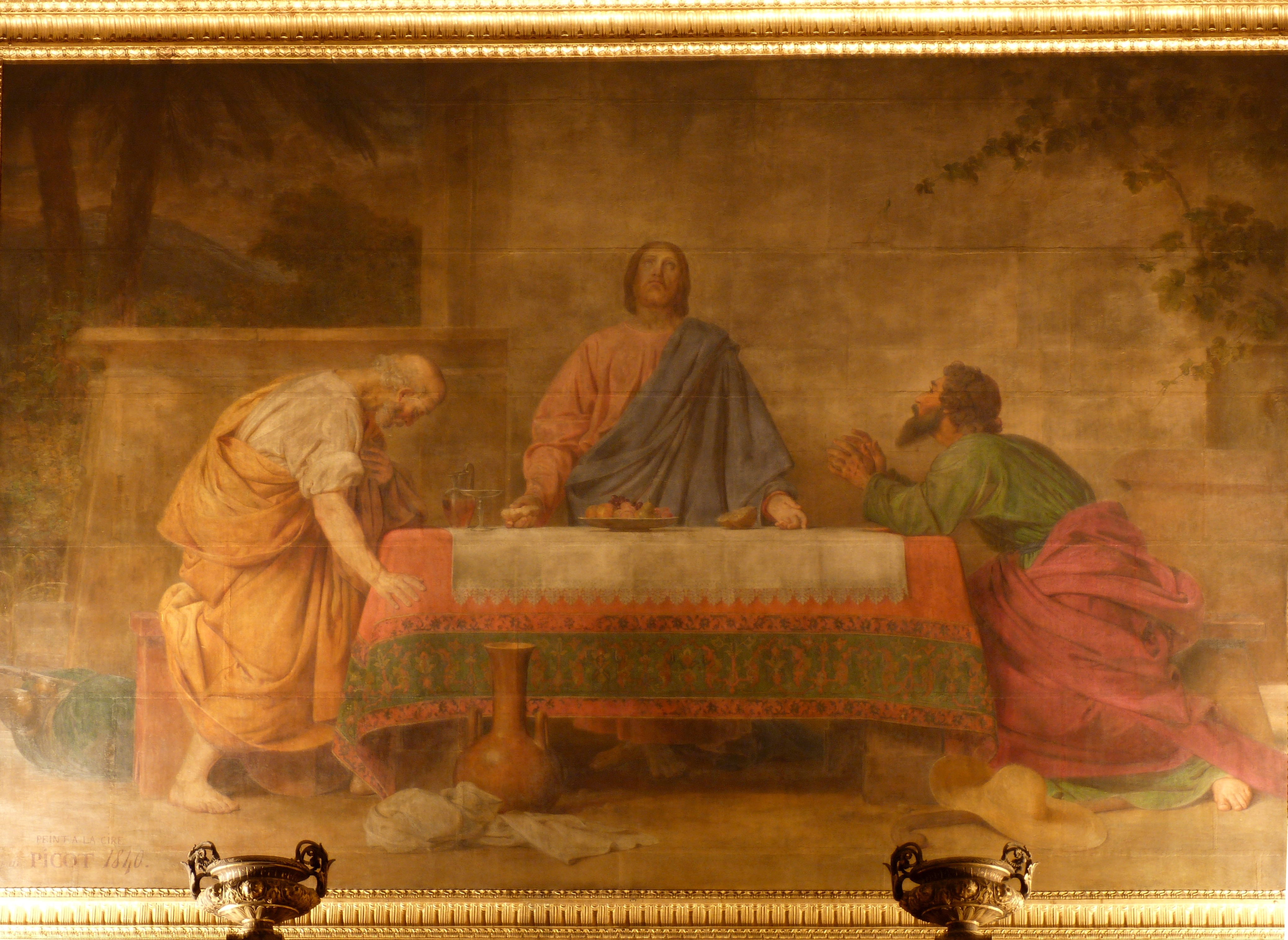
Les Pélerins d'Emmaüs, 1840년
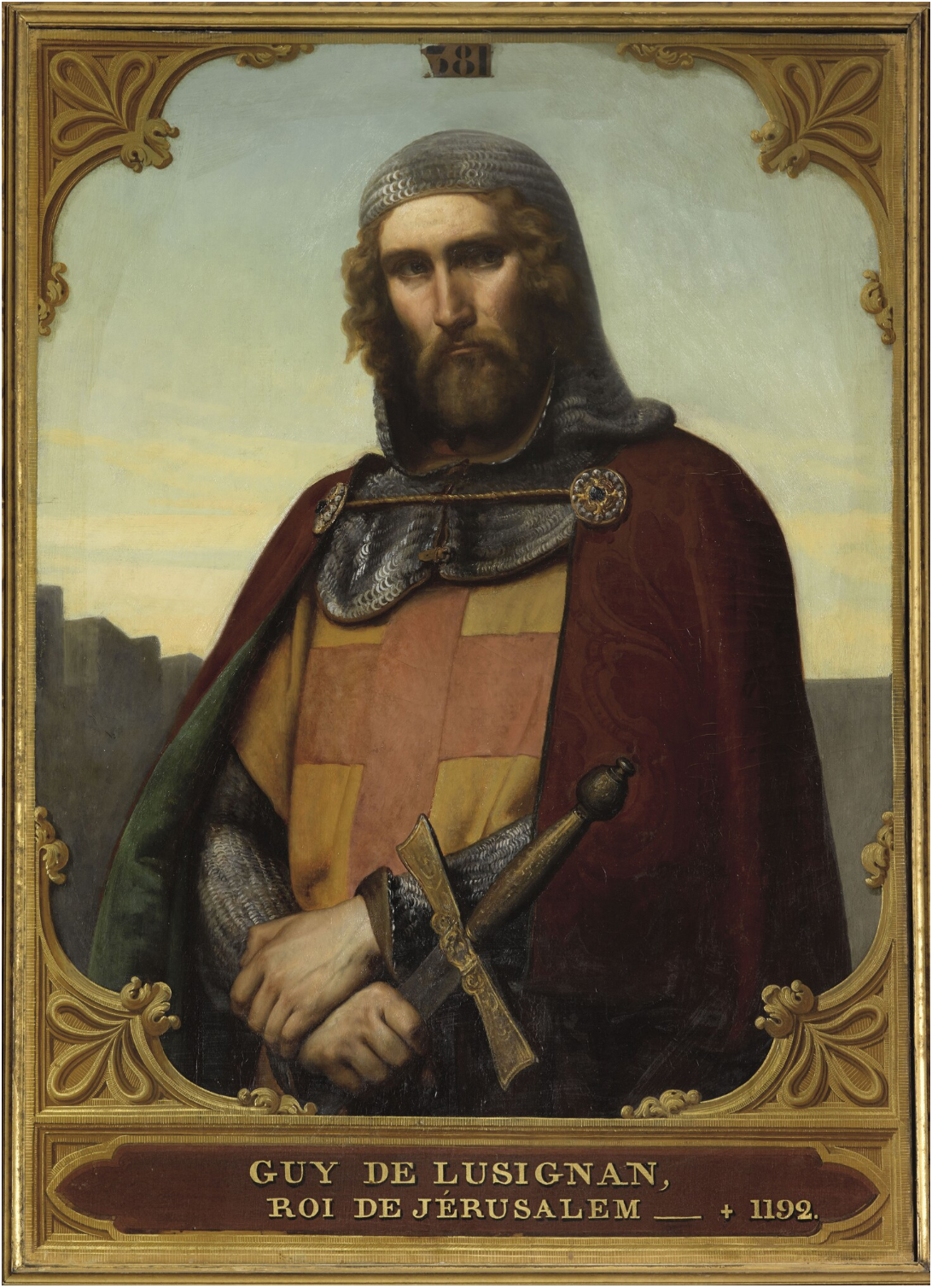
기 드 뤼지냥의 가상 초상화, 1845년경, 베르사유궁 소장